# Пожарске Бање
Пожарске Бање (грч. Λουτρά Λουτρακίου, Лутра Лутракиу) је бања у општини Меглен у периферији Средишња Македонија, Грчка. Према попису из 2021. године била је без становника.
Испод села Пожарско постоје минерални топли извори чија је експлоатација почела 1935. године, који су постали познати по својој лековитости. Пожарске Бање се од 1961. године воде као посебно насеље када су имале 13 становника.